# Чемпионат Европы по дзюдо 1955
Чемпионат Европы по дзюдо 1955 года проходил в Париже (Франция) 4 декабря.

## Медалисты
| Категория            | Золото                    | Серебро                     | Бронза                                                    |
| -------------------- | ------------------------- | --------------------------- | --------------------------------------------------------- |
| 1-й дан              | Андре Колонж · Франция    | Доминик Демарт · Франция    | Виллем Дадема · Нидерланды Ян де Вал · Нидерланды         |
| 2-й дан              | Даниэль Утеле · Бельгия   | Дуглас Янг · Великобритания | Тони Мак · Великобритания Александр Адамец · Чехословакия |
| 3-й дан              | Антон Гесинк · Нидерланды | Анри Куртин · Франция       | Андре Колонж · Франция Альфред Томпих · Чехословакия      |
| 4-й дан              | Жан де Эрд · Франция      | Робер Савиньи · Франция     |                                                           |
| Абсолютная категория | Бернар Паризе · Франция   | Антон Гесинк · Нидерланды   | Пьер де Рук · Бельгия Генрих Метцлер · ФРГ                |

## Медальный зачёт
| Место | Страна         | Золото | Серебро | Бронза | Всего |
| ----- | -------------- | ------ | ------- | ------ | ----- |
| 1     | Франция        | 3      | 3       | 1      | 7     |
| 2     | Нидерланды     | 1      | 1       | 2      | 4     |
| 3     | Бельгия        | 1      | 0       | 1      | 2     |
| 4     | Великобритания | 0      | 1       | 1      | 2     |
| 5     | Чехословакия   | 0      | 0       | 2      | 3     |
| 6     | ФРГ            | 0      | 0       | 1      | 1     |